# Cane Savannah
Cane Savannah és una concentració de població designada pel cens dels Estats Units a l'estat de Carolina del Sud. Segons el cens del 2000 tenia 1.452 habitants.

## Demografia
Segons el cens del 2000, Cane Savannah tenia 1.452 habitants, 488 habitatges i 404 famílies. La densitat de població era de 133,8 habitants/km².
Dels 488 habitatges en un 45,9% hi vivien nens de menys de 18 anys, en un 65,6% hi vivien parelles casades, en un 12,3% dones solteres, i en un 17,2% no eren unitats familiars. En el 13,9% dels habitatges hi vivien persones soles el 2,7% de les quals corresponia a persones de 65 anys o més que vivien soles. El nombre mitjà de persones vivint en cada habitatge era de 2,98 i el nombre mitjà de persones que vivien en cada família era de 3,28.
Per edats la població es repartia de la següent manera: un 30,9% tenia menys de 18 anys, un 7,9% entre 18 i 24, un 33% entre 25 i 44, un 21,7% de 45 a 60 i un 6,5% 65 anys o més.
L'edat mediana era de 34 anys. Per cada 100 dones de 18 o més anys hi havia 92,1 homes.
La renda mediana per habitatge era de 41.607 $ i la renda mediana per família de 42.197 $. Els homes tenien una renda mediana de 27.540 $ mentre que les dones 21.049 $. La renda per capita de la població era de 14.529 $. Entorn del 10,2% de les famílies i el 12,8% de la població estaven per davall del llindar de pobresa.

## Poblacions més properes
El següent diagrama mostra les poblacions més properes.